# New Boyz
New Boyz – hip-hopowy duet założony w 2008 roku przez Earla „Ben J” Benjamin i Dominica „Legacy” Thomas. W 2009 zadebiutowali singlem „You're A Jerk”, z debiutanckiego albumu Skinny Jeanz and a Mic, który zajął 24 miejsce w Billboard Hot 100. Drugi singiel „Tie Me Down” także odniósł sukces, zajął 22 miejsce, najwyższe spośród wszystkich utworów New Boyz.

## Życiorys
Benjamin i Tomas poznali się w Hesperia High School. Z początku byli rywalami, ich przyjaźń narodziła się z miłości do tej samej muzyki. Thomas zaczął rapować, gdy miał 8 lat po obejrzeniu teledysku rapera Bow Wow. Benjamin nie miał planów związanych z karierą muzyczną, zamierzał grać w futbol na Uniwersytecie w San Diego. Kiedy odkrył, że Thomas odnosi sukcesy rapując, zaczął koncentrować się bardziej na muzyce. Po urodzinach obojga, które dzieli jeden dzień, za pieniądze dostane w prezencie kupili sprzęt do nagrywania. Thomas nauczył się tworzyć bity do utworów w programie Fruity Loops, „Musiałem się nauczyć. Nie chcieliśmy płacić za bity”. Kiedy Thomas przeniósł się do nowej szkoły, zdecydowali, że utworzą grupę. Z Benjaminem jako „Ben J” i Thomasem jako „Legacy” 4 lipca 2008 zaczęli występować jako Swagger Boyz i utworzyli swój profil MySpace, aby promować singiel „Colorz”.

### 2009: Skinny Jeanz and a Mic
Latem 2009 roku singiel „You're a Jerk”, opierający się na stylu tańca jerkin, stał się hitem w USA. „You're a Jerk” dostał się na #24 na liście Billboard oraz #4 na Hot Rap Tracks. Debiutancki album New Boyz, Skinny Jeans and a Mic ukazał się we wrześniu 2009 roku. Wydany przez Shotty oraz Asylum Records album zajął #56 na Billboard200 oraz #8 na Top Rap Album. Utwór „Tie Me Down”, nagrany z Ray J, został drugim singlem. W piosence wykorzystano Auto-tune. „Tie Me Down” dostał się na #22 Billboard i #5 Hot Rap Tracks.

### Od 2010: Too Cool to Care
W lipcu 2010 roku, New Boyz współpracowali z Iyaz’em nad utworem „Break My Bank”, który dotarł na #68 listy Billboard. 17 maja 2011 wydali drugi album Too Cool to Care, nie skupiają się tam tylko na stylu jerkin, ale na kładą nacisk na różnorodne gatunki. Legacy odebrał słuchaczy poprzedniego albumu jako „bardziej skupionych na gościach noszących obcisłe dżinsy i używających jerkin', dlatego upewniliśmy się, że na drugim albumie będzie wiadomo, że możemy wejść (w inne gatunki)”.Grupa planuje eksperymentować min. z rockiem. 15 lutego 2011, New Boyz wydali drugi singiel „Backseat” w którym gościnnie wystąpili The Cataracs oraz Dev.

## Dyskografia

### Albumy
| Rok  | Album                                                                         | Pozycja | Pozycja | Pozycja |
| Rok  | Album                                                                         | US      | US R&B  | US Rap  |
| ---- | ----------------------------------------------------------------------------- | ------- | ------- | ------- |
| 2009 | Skinny Jeanz and a Mic - Wydany: 15 sierpnia 2009 - Wytwórnia: Shotty, Asylum | 56      | 12      | 8       |
| 2010 | Too Cool to Care - Wydany: 17 maja 2011 - Wytwórnia: Warner Music Group (WMG) | 41      | 9       | 7       |

### Single
- 2009: You're A Jerk
- 2010: Tie Me Down (feat. Ray J)
- 2010: Break My Bank (feat. Iyaz)
- 2011: Backseat (feat. The Cataracs & Dev)[5]

### Single promocyjne
- 2011: Crush On You (feat. YG)
- 2011: Better With the Lights Off (feat. Chris Brown)

### Gościnnie
- 2010: Boyfriend (feat. New Boyz) (feat. Big Time Rush)